# Daniel Bilic
Daniel Bilic (* 9. April 2001) ist ein österreichischer Fußballspieler.

## Karriere
Bilic begann seine Karriere beim SK Vorwärts Steyr. Zur Saison 2016/17 wechselte er zum ATSV Stein. Nach einer Saison bei Stein kehrte er zur Saison 2017/18 zu Vorwärts zurück. Im Mai 2018 debütierte er für die zweite Mannschaft von Vorwärts Steyr in der sechstklassigen Bezirksliga. In der Saison 2017/18 kam er zu drei Einsätzen in der sechsthöchsten Spielklasse.
In der Spielzeit 2018/19 kam er zu neun Einsätzen in der Bezirksliga, in denen er zwei Tore erzielte. In der abgebrochenen Bezirksligasaison 2019/20 folgten zwölf weitere Einsätze. Im Juli 2020 debütierte er bei seinem Kaderdebüt für die erste Mannschaft der Oberösterreicher in der 2. Liga, als er am 27. Spieltag der Saison 2019/20 gegen den SC Austria Lustenau in der 82. Minute für Mirsad Sulejmanović eingewechselt wurde. Nach insgesamt 24 Zweitligaeinsätzen für Steyr wurde Bilic im Februar 2022 an den viertklassigen ASK St. Valentin verliehen. Während der Leihe kam er zu zwölf Einsätzen in der OÖ Liga für die Niederösterreicher. Zur Saison 2022/23 wurde er von St. Valentin fest verpflichtet.

## Persönliches
Sein Bruder Patrick (* 1999) ist ebenfalls Fußballspieler.